# ファンプロファゾン
ファンプロファゾン(Famprofazone)は、ピラゾロン系の非ステロイド性抗炎症薬で、台湾等いくつかの国では一般用医薬品として入手できる。鎮痛剤、抗炎症剤、解熱剤の効果を持つ。ファンプロファゾンは、活性代謝物として、経口投与量の15-20%のメタンフェタミンを生産することで知られている。その結果、アンフェタミンの薬物検査で偽陽性を示すことがある。